# إبراهيم فيصل الأنصاري
اللواء إبراهيم فيصل الأنصاري ( 1920- 2010) قائد عسكري عراقي  شغل عدة مناصب عسكرية منها قائد الفرقة الثانية في كركوك اثناء فترة الستينيات ورئيس اركان الجيش بعدها، شارك في حرب كردستان العراق 1961 - 1970 وحرب كردستان العراق 1974 - 1975 .ربطته علاقات صداقة قوية مع العديد من ضباط الجيش العراقي السابق أمثال اللواء خليل جاسم وعبد الجبار شنشل واللواء الركن سعدون حسين اللذي اتهم بتدبير محاولة انقلابية مع إبراهيم الانصاري ورشيد مصلح  بعد انقلاب 17 تموز 1968 وكذلك تربطه صلة قرابة مع نزار الخزرجي .أتهم وكذلك العميد صديق مصطفئ بارتكاب جرائم حرب ضد المدنيين الاكراد في حرب الشمال، وانتُقِدَ لاستخدامه القوة المفرطة ضد المدنيين هناك بالرغم من مناصحة عدد من زملائه العسكريين له بتجنب ذلك.